# Émile Leva
Émile Leva, né le 13 décembre 1931 à Vivegnis en province de Liège, est un athlète belge, spécialiste des courses de demi-fond. Il fut finaliste du 800 mètres aux Jeux olympiques d'été de 1956 à Melbourne.

## Biographie
Footballeur, Émile Leva participe, à la suite de la remise d'un match, à sa première course de cross-country à la citadelle de Liège. Il remporte cette course et s'affilie dès lors à la section athlétisme du FC Liègeois tout en poursuivant son emploi d'ouvrier qualifié en usine. Il avait l'habitude d'entamer ses courses lentement pour les terminer en accélérant.
Avec Roger Moens, André Ballieux et Alfred Langenus, il bat le record du monde du 4 x 800 mètres le 8 août 1956 au stade des Trois Tilleuls, à Watermael-Boitsfort en 7' 15" 8. Ce record du monde fut battu en 1966 mais est toujours actuellement record de Belgique. 
Il est finaliste olympique du 800 m, à Melbourne en 1956 dans une course où il termine à la septième place. Il n'atteint pas la finale du 1 500 m et se classe à la douzième place de sa série sur cette distance.
Il remporte le championnat de Belgique du 800 mètres en 1958.

## Records personnels
| Distance | Temps    | Année |
| -------- | -------- | ----- |
| 800 m    | 1.49,4 s | 1956  |
| 1500 m   | 3.50,2 s | 1956  |

## Palmarès

### 800 m
- 1955:  Match Pays-Bas - Belgique à La Haye - 1.52,6
- 1956: 7e aux Jeux olympiques d'été de 1956 à Melbourne – 1.51,8
- 1958:  Championnats de Belgique d'athlétisme 1958 – 1.51,6

### 1500 m
- 1956: 12e en série aux Jeux olympiques d'été de 1956 à Melbourne – 4.06,0

## Hommage
En 2019, le stade d'athlétisme de Haccourt lui donne son nom.